# Victoriaincola penhae
Victoriaincola penhae is een hooiwagen uit de familie Gonyleptidae.